# Riverina (tauromaquia)
La riverina es una suerte que se realiza con la muleta y cuyo origen lo ubicamos en México, con Fermín Rivera como creador.

## Ejecución
Para describir visualmente el muletazo se podría emplear su semejanza con la chicuelina, aunque, en este caso, ejecutada con la muleta sujeta con ambas manos.
Igualmente se podría describir como un molinete con la muleta asida con las dos manos. De tal forma que su ejecución, se inicia con el cite del torero de frente al toro, con la muleta por delante y cogida por ambas manos (el estaquillador y la empuñadura de la espada en la derecha y la punta de la ayuda montada en la franela en la izquierda), marcando la salida por el pitón izquierdo del toro, por donde, una vez embarcada la embestida, el torero se enrosca en las telas, haciendo un pequeño giro en dirección contraria al viaje del toro y quedando colocado para el siguiente muletazo.
Al ser un muletazo vistoso y en el que se lleva poco toreado al toro, se suele emplear para llamar la atención del público, al tiempo que ayuda al toro, cuando a este ya le falta fuelle y recorrido, pues no se le obliga por bajo, ni se le lleva largo. Por esta razón, es normal verlas en la plaza al final de las faenas, para iniciar una nueva serie de muletazos o para ligar una serie completa de riverinas.
Si se ejecuta esta suerte por el pitón derecho (siguiendo los mismos tiempos y parámetros que están antes descritos), recibirá el nombre de riverina contraria, muletazo que su primer autor, Mario Carrión, empleaba para ligar una serie posterior de derechazos.